# Сьон (аэропорт)
Аэропорт Сьон (ИАТА: SIR, ИКАО: LSGS / LSMS (военный)) — аэропорт, расположенный в 2,5 км от города Сьон, Швейцария. Открылся в 1935 году.

## Авиакомпании и пункты назначения
Выполнение регулярных и чартерных рейсов из аэропорта было полностью прекращено в 2020 году. Ранее в аэропорту обслуживались рейсы в Лондон (аэропорты Лондон Сити и Хитроу) и курорты Средиземного моря.

## Использование как военный аэродром
ВВС Швейцарии используют аэропорт Сьон в качестве одной из своих четырёх авиабаз реактивных истребителей (три другие — Пайерн, Мейринген и Эммен). Она известна как Flugplatzkommando 14 Sion. В аэропорту базируются Pilatus PC-6, Pilatus PC-7, Pilatus PC-9 и Pilatus PC-21, вертолёты и истребители F/A-18 и F-5 Tiger. Аэропорт является местом базирования подразделения ВВС Швейцарии Fliegerstaffel 19, эксплуатирующей F-5E. Аэропорт Сион на обоих концах взлетно-посадочной полосы оснащён убирающимися тормозными устройствами (используется F/A-18 и в случае неполадок F-5).
В связи с реорганизацией швейцарских ВВС планировалось, что военно-воздушные силы покинут Сион после 2017 года, и Сион будет использоваться только гражданской авиацией, действуя только в качестве запасного аэродрома для ВВС[обновить данные].

## Статистика
Данные из запроса в Викиданные.